# Училища в Хайделберг
Град Хайделберг е най-значимият университетски и учебен център в Германия и един от най-известните в Европа и в света. В Хайделберг се намират много висши училища, като броят на студентите в тях достига 33 хиляди през 21 век.
Най-известното училище е Хайделбергският университет „Рупрехт-Карлс“ (на немски: Ruprecht-Karls-Universität Heidelberg, на латински: Ruperto-Carola-Universitae). Той е и най-старото германско висше училище, основано през 1386 г. от пфалцкия княз Рупрехт I и великия баденски херцог Карл Фридрих.
Първите немски студенти са завърнали се от Парижкия университет германски младежи. Първоначално трима се пробват да предават знанията си на желаещи и по този начин те полагат основата, върху която през вековете се съгражда германската академична мисъл и наука, за да донесе на Хайделберг с известния му университет 9 нобелови награди.
В Хайделбергския университет е написан и студентският химн (Gaudeamus igitur), който е изпълняван на академични церемонии и празници по целия свят. Хайделбергският учебен център, редом с Новоруския университет, са 2-те основни академични средища (Алма матер), в които са създава и формира българският държавен елит, поел управлението на младата Трета българска държава – строителите на съвременна България.

## Българи, възпитаници на Хайделберг
- Александър Танев (1864 – 1932) – български офицер и юрист;
- Боян Мирчев (1900 – 1992) – български журналист и деец на ВМРО;
- Васил Радославов (1854 – 1929) – български политик и юрист, 2 пъти министър-председател на България;
- Иван Дочев (1906 – 2005) – български политик, един от основателите и водач на Българските национални легиони;
- Константин Стоилов (1853 – 1901) – български политик и юрист, 2 пъти министър-председател на България;
- Петър Берон (1795 – 1871) – първи български просветител и енциклопедист, издател на т.нар. Рибен буквар;
- Спиридон Палаузов (1818 – 1872) – пионер на българската историография редом с Марин Дринов;
- Стоян Данев (1858 – 1949) – български политик и юрист, 4 пъти министър-председател на България и 2 пъти председател на Народното събрание.